# Sankt Petri kyrka, Ystad
Sankt Petri kyrka eller Klosterkyrkan är en kyrkobyggnad i den nordöstra delen av stadskärnan i Ystad. Den tillhör Ystad-Sövestads församling i Lunds stift. Utanför klostret finns en rosenträdgård och en örtagård. År 2002 anlades rosengården i hjärtat av klostergården formgiven av konstnären Maria Björklund. Hon valde S:ta Katarinas hjul som utgångspunkt eftersom S:ta Katarina var ett av gråbrödernas viktigaste helgon. 

## Kyrkobyggnaden
Kyrkan påbörjades 1267 och utgör en del av det gamla gråbrödraklostret i Ystad. Kyrkan var den södra längan i den kringbyggda klostergården. Det är en för gråbröderna typisk hallkyrka i tegel. Kyrkan var på medeltiden knuten till helgonen Sankt Nicolaus och Katarina av Alexandria. På 1300-talet tillkom ett tresidigt ljust kor och kyrkan byggdes ut åt söder. I slutet av 1400-talet uppfördes den pampiga västgaveln och klocktornet.
Vid reformationen kastades munkarna ut 1532. Klostret blev sjukhus, bränneri och magasin medan kyrkan blev vanlig församlingskyrka. År 1600 revs klostrets norra och västra längor och nu finns endast ruiner av dessa kvar. 1908–1912 restaurerades det som återstod av klosterbyggnaderna. Idag används den östra längan av Ystads stadsmuseum. 1967 övertog kommunen klosterkyrkan och lät genomföra en renovering. I dag används kyrkan både för gudstjänster och till museiverksamhet.

## Inventarier
Flertalet gamla inventarier finns numera i Lund. Kvar finns dopfunt från 1300-talet och ett 80-tal gravstenar från 1300- till 1700-talet.
|  |  |  |  |

- 1830 byggde Anders Larsson, Svenstorps Mölla, amatörorgelbyggare, en orgel med 10 stämmor.

- 1890 byggde Åkerman & Lund, Stockholm en orgel med 15 stämmor.
- Den nuvarande orgeln byggdes 1970 av Georg Heintz, Tyskland och är en mekanisk orgel.

| Manual I     | Manual II      | Pedal      | Koppel |
| Rohrflöte 8' | Koppelflöte 4' | Subbas 16´ | I/P    |
| Principal 2' | Oktav 1'       |            | II/P   |
|              | Cymbel         |            | II/I   |